# Alfred Espinas
Alfred Victor Espinas (ur. 23 maja 1844, zm. 24 lutego 1922 w Saint-Florentin) – francuski intelektualista, myśliciel, socjolog, prekursor prakseologii, uczeń Comte'a i Spencera.
Do jego koncepcji odwoływał się Tadeusz Kotarbiński.
Napisał między innymi:
- Des sociétés animales (1877)
- La Philosophie expérimentale en Italie, origines, état actuel (1880)
- Les Origines de la technologie (1897)
- Histoire des doctrines économiques (1891)
- La Philosophie sociale du XVIIIe siècle et la Révolution (1898)
- Descartes et la morale: études sur l'histoire de la philosophie de l'action (1925)